# Embrapa Gado de Leite
Embrapa Gado de Leite é uma das unidades da Empresa Brasileira de Pesquisa Agropecuária (Embrapa), vinculada ao Ministério da Agricultura, Pecuária e Abastecimento.
Seu objetivo é desenvolver pesquisas e transferir tecnologias que melhorem a qualidade do leite, aumentando a produção nacional e diminuindo os custos para produtores e consumidores.
A Unidade tem como missão viabilizar soluções por meio de pesquisa, desenvolvimento e inovação para a sustentabilidade da cadeia produtiva do leite em benefício da sociedade brasileira.
Desde que foi fundada, em 1976, a instituição já desenvolveu ou adaptou tecnologias capazes de quadruplicar a produção de leite no país.
A sede da unidade está localizada no município de Juiz de Fora, Minas Gerais. A Embrapa Gado de Leite possui também dois campos experimentais: um em Coronel Pacheco, Minas Gerais e outro em Valença, Rio de Janeiro.